# Paranthrene noblei
Paranthrene noblei is een vlinder uit de familie wespvlinders (Sesiidae), onderfamilie Sesiinae.
Paranthrene noblei is voor het eerst wetenschappelijk beschreven door Swinhoe in 1890. De soort komt voor in het Oriëntaals gebied.